# Jordansmühler Kultur

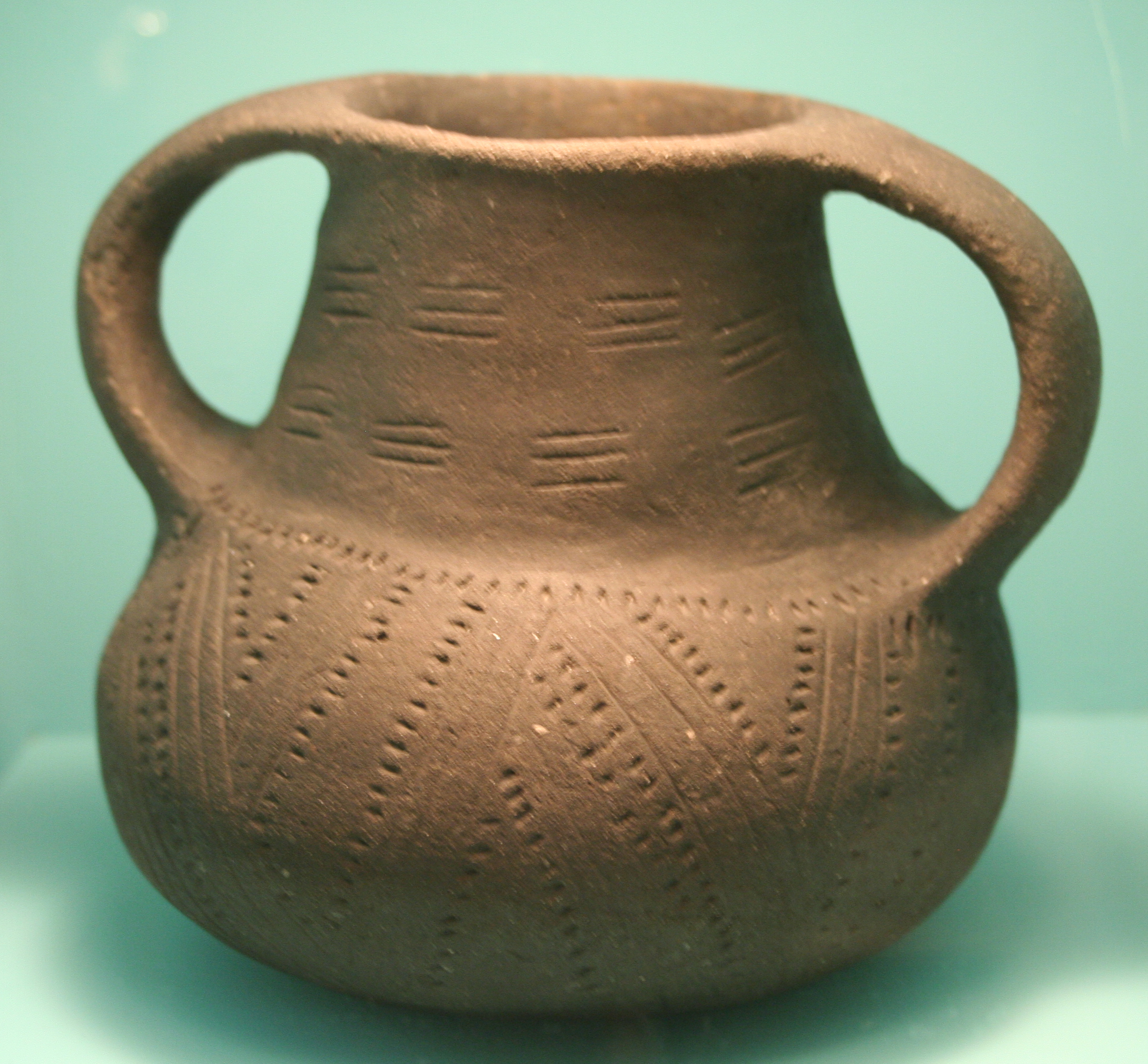
Doppelhenkelkrug der Jordansmühler Kultur aus Breslau, Museum für Vor- und Frühgeschichte, Berlin

Als Jordansmühler Kultur (auch Jordanów-Kultur) wird eine jungneolithische Kultur bezeichnet, welche die Endphase der Lengyel-Kultur (Lengyel IV) im östlichen Mitteleuropa (Schlesien, Böhmen und Mähren) markiert. Die wenigen Siedlungsplätze in Deutschland stehen durch die Elbe in Verbindung mit dem böhmischen Verbreitungsgebiet und liegen im Raum Dresden, zuzüglich eines Fundplatzes elbabwärts in Wulfen (Sachsen-Anhalt).
Der Begriff wurde 1906 von Hans Seger, nach dem niederschlesischen Fundort Jordansmühl bei Breslau (seit 1945 Jordanów Śląski, Polen) eingeführt. Entsprechend den Hauptverbreitungszentren gibt es eine schlesische und eine böhmische Gruppe.

## Chronologische Einordnung
Vorgänger der Jordansmühler Kultur ist in Böhmen der Spät-Lengyel-Horizont.
Mit der Datierung ca. 4.300–3.900 v. Chr. existiert sie parallel zur Michelsberger Kultur.
Nachfolger sind die Trichterbecherkultur (FN C bzw. FN II) und die Baalberger Kultur in Mitteldeutschland.

## Siedlungen
Im Hauptverbreitungsgebiet dominieren Höhensiedlungen (z. B. Jevisovice), außerhalb gibt es nur einen Hausbefund von Wulfen, Lkr. Köthen (Sachsen-Anhalt). Erstmals im nördlichen Mitteleuropa ist eine eigenständige Kupferverarbeitung nachgewiesen, jedoch noch keine Großgeräte, sondern Schmuck: Perlen, Anhänger, Spiralarmringe und Brillenspiralen.

## Gräber
In Schlesien meist von Steinpackungen umgebene Ost-West-gerichtete Hockergräber. Frauen liegen auf der rechten Seite, Männer auf der linken. Relativ häufig ist Grabschmuck aus Kupferblech (Perlen aus eingerolltem Blech), außerdem kupferne Spiralarmringe und brillenförmige Doppelspiralen; daneben Abschläge aus Feuerstein und zwei bis vier Gefäße am Kopfende. In Böhmen dominiert die Brandbestattung.

## Inventar
Hoher, rundbodiger Krug mit einem (Böhmen) oder zwei (Schlesien) randständigen Henkeln. Reiche Verzierung mit eingeritzten bzw. eingestochenen Mäandern oder Winkelbändern (in Böhmen z. T. ausgespartes Winkelband). Daneben auch unverzierte Schalen mit hohem Standfuß, Schalen mit eingebogenem Rand, Knickrandschalen und Amphoren.

### Die Widderfigur

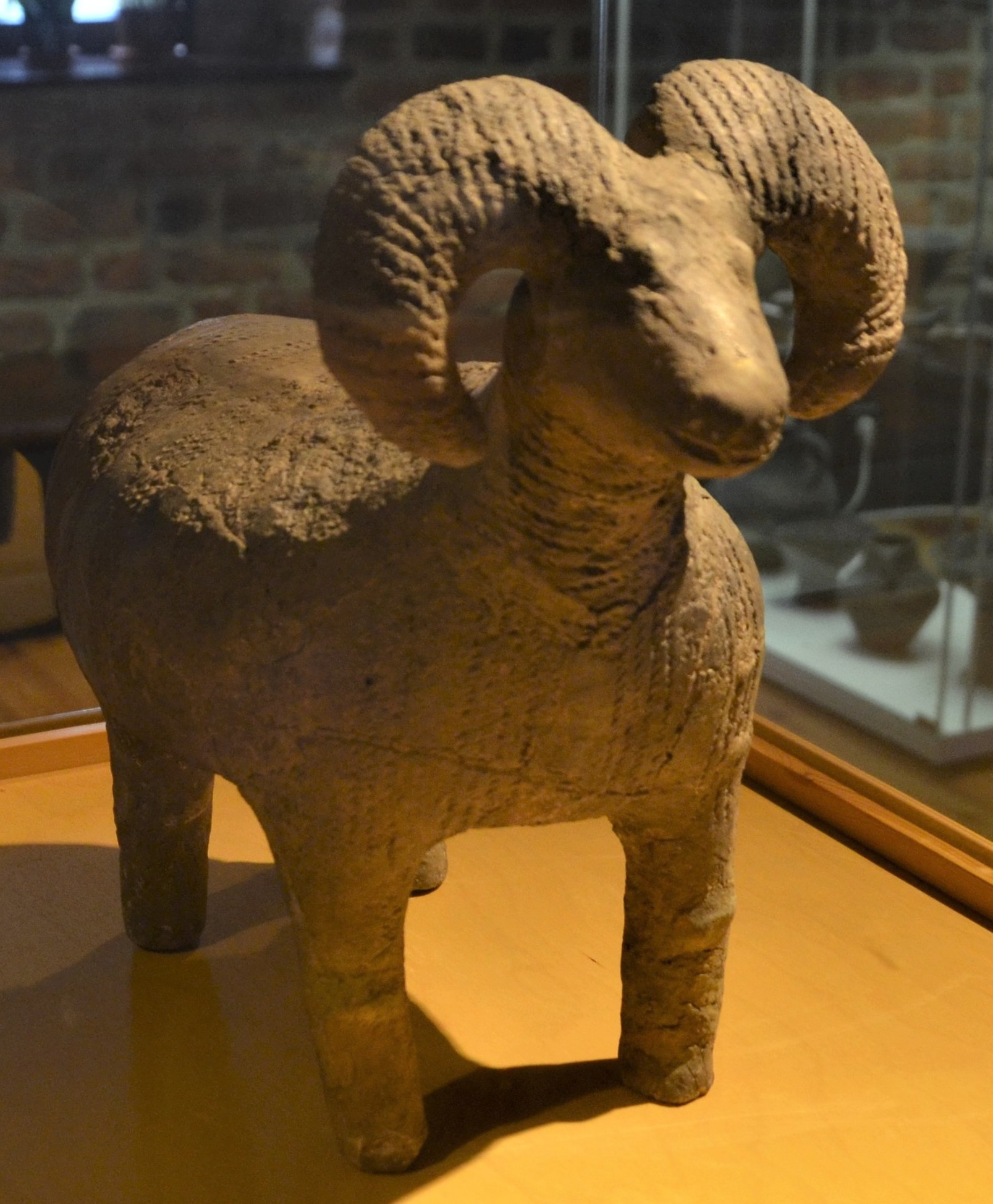
Widder von Jordansmühl

Die tönerne Kleinplastik eines Widders von Jordansmühl steht mehr als andere Zeugnisse dieser Kultur im Mittelpunkt des Interesses. Im Jahre 1925 wurde sie aus einer Grube geborgen, die nicht in Verbindung mit dem eponymen Gräberfeld steht. Zwei Gefäßreste und ein Messerfragment aus Feuerstein lagen ebenfalls in dieser Grube. Diese Beifunde belegen die Zuordnung zur Jordansmühler Kultur. Die Figur selbst bleibt einzigartig in der mitteleuropäischen Vorzeit. Der Tierkörper ist mit Ornamentreihen in Schnurverzierung überzogen. Die Gestaltung ist vollendet harmonisch. In die Grube ist die Figur unbeschadet gelangt. Sie ist also nicht entsorgt, sondern offensichtlich vergraben worden.